# Sinfonietta (Janáček)
Pour les articles homonymes, voir Sinfonietta.
La Sinfonietta opus 60 est une œuvre pour orchestre en cinq mouvements de Leoš Janáček, composée en 1926 à la suite d'une commande de l'organisation de gymnastique tchèque Sokol. Le compositeur, en hommage à l'armée tchèque, la baptisa de militaire.
Hymne à la vie et à la nature, la Sinfonietta de Janáček fut jouée pour la première fois le 26 juin 1926 à Prague sous la direction de Václav Talich.
Dès 2009 au Japon et à partir de 2011 en France la Sinfonietta apparaît dans l'actualité littéraire puisqu'elle joue un rôle dans la trilogie de Haruki Murakami, 1Q84

## Structure et analyse

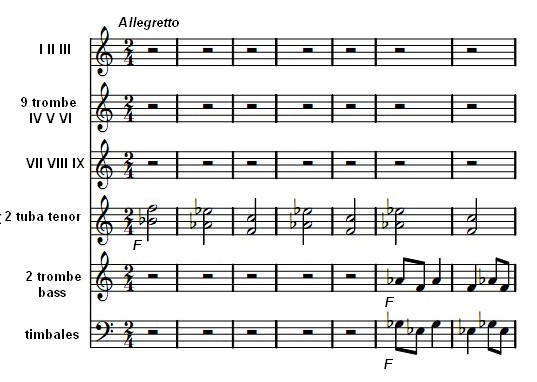
les premières mesures de la sinfonietta de Janacek

### 1.Allegretto- fanfare
D'inspiration militaire, ce premier mouvement est une monumentale fanfare dévolue aux cuivres où la percussion martèle les rythmes dans un concert de sonneries de plus en plus concentré.

### 2.Andante- le château
Très mélodique sur un rythme de danse villageoise avec les hautbois et les clarinettes.

### 3.Moderato- le monastère de la reine
Pièce d'atmosphère poétique en clair obscur au début qui peu à peu évolue vers une scène très animée et expressionniste de sonneries de chasse avant que tout ne retombe vers un climat de paix.

### 4.Allegretto- la rue
Ambiance de fête populaire un peu rustre sur un thème de trompette, exposé à différents pupitres.

### 5.Allegro- la mairie
Tour à tour exercice de grâce et jeu de rubans mélodiques au début entre les flûtes et les cordes puis tout s'accélère dans une farandole générale et héroïque, et enfin reprise du thème générique en guise de coda.

## Instrumentation
| Instrumentation de Sinfonietta                                                                         |
| Cordes                                                                                                 |
| premiers violons, seconds violons, altos, violoncelles, contrebasses, harpe                            |
| Bois                                                                                                   |
| 4 flûtes, 2 hautbois, 3 clarinettes en si bémol, 2 bassons                                             |
| Cuivres                                                                                                |
| 4 cors en fa, 12 trompettes en si bémol, 2 trompettes basses, 4 trombones, 2 tubas ténor, 1 tuba basse |
| Percussions                                                                                            |
| timbales, batterie                                                                                     |

## Discographie
- George Szell et le Cleveland Orchestra Sony Classical
- Karel Ančerl et l'Orchestre philharmonique tchèque Supraphon
- Simon Rattle et le Philharmonia Orchestra EMI
- Sir Charles Mackerras et le Vienna Philharmonic Orchestra London
- Andre Previn et le Los Angeles Philharmonic Orchestra
- Claudio Abbado et le Berliner Philharmoniker   Deutsche Grammophon